# Kabinet-Kishida II
Het kabinet–Kishida II (Japans: 第2次岸田内閣) was de regering van Japan van 10 november 2021 tot 1 oktober 2024.

## Kabinet–Kishida II (2021–2024)
| Ambtsbekleder                                 | Ambtsbekleder       | Ambtsbekleder                       | Functie(s)                                                        | Ambtstermijn      | Ambtstermijn      | Partij |
| --------------------------------------------- | ------------------- | ----------------------------------- | ----------------------------------------------------------------- | ----------------- | ----------------- | ------ |
|                                               | Fumio Kishida       | Fumio Kishida 岸田文雄 (1957)       | Premier                                                           | 4 oktober 2021    | 1 oktober 2024    | LDP    |
|                                               | Hirokazu Matsuno    | Hirokazu Matsuno 松野博一 (1962)    | Secretaris- generaal                                              | 4 oktober 2021    | 13 december 2023  | LDP    |
| Minister voor Coronabeleid                    | Hirokazu Matsuno    | Hirokazu Matsuno 松野博一 (1962)    | 1 april 2022                                                      | 10 augustus 2022  |                   | LDP    |
|                                               | Yoshimasa Hayashi   | Yoshimasa Hayashi 林芳正 (1961)     | Secretaris- generaal                                              | 13 december 2023  | heden             | LDP    |
|                                               | Yasushi Kaneko      | Yasushi Kaneko 金子恭之 (1961)      | Minister van Binnenlandse Zaken en Communicatie                   | 4 oktober 2021    | 10 augustus 2022  | LDP    |
|                                               | Minoru Terada       | Minoru Terada 寺田稔 (1958)         | Minister van Binnenlandse Zaken en Communicatie                   | 10 augustus 2022  | 20 november 2022  | LDP    |
|                                               | Takeaki Matsumoto   | Takeaki Matsumoto 松本剛明 (1959)   | Minister van Binnenlandse Zaken en Communicatie                   | 20 november 2022  | 13 september 2023 | LDP    |
|                                               | Junji Suzuki        | Junji Suzuki 鈴木淳司 (1958)        | Minister van Binnenlandse Zaken en Communicatie                   | 13 september 2023 | 13 december 2023  | LDP    |
|                                               | Takeaki Matsumoto   | Takeaki Matsumoto 松本剛明 (1959)   | Minister van Binnenlandse Zaken en Communicatie                   | 13 december 2023  | 1 oktober 2024    | LDP    |
|                                               | Yoshimasa Hayashi   | Yoshimasa Hayashi 林芳正 (1961)     | Minister van Buitenlandse Zaken                                   | 10 november 2021  | 13 september 2023 | LDP    |
|                                               | Yoko Kamikawa       | Yoko Kamikawa 上川陽子 (1953)       | Minister van Buitenlandse Zaken                                   | 13 september 2023 | 1 oktober 2024    | LDP    |
|                                               | Shunichi Suzuki     | Shunichi Suzuki 鈴木俊一 (1953)     | Minister van Financiën                                            | 4 oktober 2021    | 1 oktober 2024    | LDP    |
|                                               | Yoshihisa Furukawa  | Yoshihisa Furukawa 古川禎久 (1965)  | Minister van Justitie                                             | 4 oktober 2021    | 10 augustus 2022  | LDP    |
|                                               | Yasuhiro Hanashi    | Yasuhiro Hanashi 葉梨康弘 (1959)    | Minister van Justitie                                             | 10 augustus 2022  | 10 november 2022  | LDP    |
|                                               | Ken Saito           | Ken Saito 齋藤健 (1959)             | Minister van Justitie                                             | 10 november 2022  | 13 september 2023 | LDP    |
|                                               | Ryuji Koizumi       | Ryuji Koizumi 小泉龍司 (1952)       | Minister van Justitie                                             | 13 september 2023 | 1 oktober 2024    | LDP    |
|                                               | Koichi Hagiuda      | Koichi Hagiuda 萩生田光一 (1963)    | Minister van Economische Zaken                                    | 4 oktober 2021    | 10 augustus 2022  | LDP    |
|                                               | Yasutoshi Nishimura | Yasutoshi Nishimura 西村康稔 (1962) | Minister van Economische Zaken                                    | 10 augustus 2022  | 13 december 2023  | LDP    |
|                                               | Ken Saito           | Ken Saito 齋藤健 (1959)             | Minister van Economische Zaken                                    | 13 december 2023  | 1 oktober 2024    | LDP    |
|                                               | Nobuo Kishi         | Nobuo Kishi 岸信夫 (1959)           | Minister van Defensie                                             | 16 september 2020 | 10 augustus 2022  | LDP    |
|                                               | Yasukazu Hamada     | Yasukazu Hamada 浜田靖一 (1955)     | Minister van Defensie                                             | 10 augustus 2022  | 13 september 2023 | LDP    |
|                                               | Minoru Kihara       | Minoru Kihara 木原稔 (1969)         | Minister van Defensie                                             | 13 september 2023 | 1 oktober 2024    | LDP    |
|                                               | Shigeyuki Goto      | Shigeyuki Goto 後藤茂之 (1955)      | Minister van Volksgezondheid, Arbeid en Welzijn                   | 4 oktober 2021    | 10 augustus 2022  | LDP    |
|                                               | Katsunobu Kato      | Katsunobu Kato 加藤勝信 (1955)      | Minister van Volksgezondheid, Arbeid en Welzijn                   | 10 augustus 2022  | 13 september 2023 | LDP    |
|                                               | Keizo Takemi        | Keizo Takemi 武見敬三 (1951)        | Minister van Volksgezondheid, Arbeid en Welzijn                   | 13 september 2023 | 1 oktober 2024    | LDP    |
|                                               | Shinsuke Suematsu   | Shinsuke Suematsu 末松信介 (1955)   | Minister van Onderwijs, Cultuur, Sport, Wetenschap en Technologie | 4 oktober 2021    | 10 augustus 2022  | LDP    |
|                                               | Keiko Nagaoka       | Keiko Nagaoka 永岡桂子 (1953)       | Minister van Onderwijs, Cultuur, Sport, Wetenschap en Technologie | 10 augustus 2022  | 13 september 2023 | LDP    |
|                                               | Masahito Moriyama   | Masahito Moriyama 盛山正仁 (1953)   | Minister van Onderwijs, Cultuur, Sport, Wetenschap en Technologie | 13 september 2023 | 1 oktober 2024    | LDP    |
|                                               | Tetsuo Saito        | Tetsuo Saito 斉藤鉄夫 (1952)        | Minister van Transport, Infrastructuur en Toerisme                | 4 oktober 2021    | 11 november 2024  | NKP    |
|                                               | Genjiro Kaneko      | Genjiro Kaneko 金子原二郎 (1944)    | Minister van Landbouw, Bosbouw en Visserij                        | 4 oktober 2021    | 10 augustus 2022  | LDP    |
|                                               | Tetsuro Nomura      | Tetsuro Nomura 野村哲郎 (1943)      | Minister van Landbouw, Bosbouw en Visserij                        | 10 augustus 2022  | 13 september 2023 | LDP    |
|                                               | Ichiro Miyashita    | Ichiro Miyashita 宮下一郎 (1958)    | Minister van Landbouw, Bosbouw en Visserij                        | 13 september 2023 | 13 december 2023  | LDP    |
|                                               | Tetsushi Sakamoto   | Tetsushi Sakamoto 坂本哲志 (1950)   | Minister van Landbouw, Bosbouw en Visserij                        | 13 december 2023  | 1 oktober 2024    | LDP    |
|                                               | Tsuyoshi Yamaguchi  | Tsuyoshi Yamaguchi 山口壯 (1954)    | Minister van Milieu                                               | 4 oktober 2021    | 10 augustus 2022  | LDP    |
|                                               | Akihiro Nishimura   | Akihiro Nishimura 西村明宏 (1960)   | Minister van Milieu                                               | 10 augustus 2022  | 13 september 2023 | LDP    |
|                                               | Shintaro Ito        | Shintaro Ito 伊藤信太郎 (1953)      | Minister van Milieu                                               | 13 september 2023 | 1 oktober 2024    | LDP    |
| Ministers zonder portefeuille                 |                     |                                     |                                                                   |                   |                   |        |
| Ambtsbekleder                                 | Ambtsbekleder       | Ambtsbekleder                       | Functie(s)                                                        | Ambtstermijn      | Ambtstermijn      | Partij |
|                                               | Satoshi Ninoyu      | Satoshi Ninoyu 二之湯智 (1944)      | Voorzitter van de Commissie voor Openbare Orde en Veiligheid      | 4 oktober 2021    | 10 augustus 2022  | LDP    |
| Minister zonder portefeuille                  | Satoshi Ninoyu      | Satoshi Ninoyu 二之湯智 (1944)      |                                                                   | 4 oktober 2021    | 10 augustus 2022  | LDP    |
| Minister voor Administratieve Zaken           | Satoshi Ninoyu      | Satoshi Ninoyu 二之湯智 (1944)      |                                                                   | 4 oktober 2021    | 10 augustus 2022  | LDP    |
| Minister voor Maritieme en Territoriale Zaken | Satoshi Ninoyu      | Satoshi Ninoyu 二之湯智 (1944)      |                                                                   | 4 oktober 2021    | 10 augustus 2022  | LDP    |
| Minister voor Rampen- bestrijding             | Satoshi Ninoyu      | Satoshi Ninoyu 二之湯智 (1944)      |                                                                   | 4 oktober 2021    | 10 augustus 2022  | LDP    |
|                                               | Kouichi Tani        | Kouichi Tani 谷公一 (1952)          | Voorzitter van de Commissie voor Openbare Orde en Veiligheid      | 10 augustus 2022  | 13 september 2023 | LDP    |
| Minister zonder portefeuille                  | Kouichi Tani        | Kouichi Tani 谷公一 (1952)          |                                                                   | 10 augustus 2022  | 13 september 2023 | LDP    |
| Minister voor Administratieve Zaken           | Kouichi Tani        | Kouichi Tani 谷公一 (1952)          |                                                                   | 10 augustus 2022  | 13 september 2023 | LDP    |
| Minister voor Maritieme en Territoriale Zaken | Kouichi Tani        | Kouichi Tani 谷公一 (1952)          |                                                                   | 10 augustus 2022  | 13 september 2023 | LDP    |
| Minister voor Rampen- bestrijding             | Kouichi Tani        | Kouichi Tani 谷公一 (1952)          |                                                                   | 10 augustus 2022  | 13 september 2023 | LDP    |
|                                               | Yoshifumi Matsumura | Yoshifumi Matsumura 松村祥史 (1964) | Voorzitter van de Commissie voor Openbare Orde en Veiligheid      | 13 september 2023 | 1 oktober 2024    | LDP    |
| Minister zonder portefeuille                  | Yoshifumi Matsumura | Yoshifumi Matsumura 松村祥史 (1964) |                                                                   | 13 september 2023 | 1 oktober 2024    | LDP    |
| Minister voor Maritieme en Territoriale Zaken | Yoshifumi Matsumura | Yoshifumi Matsumura 松村祥史 (1964) |                                                                   | 13 september 2023 | 1 oktober 2024    | LDP    |
| Minister voor Rampen- bestrijding             | Yoshifumi Matsumura | Yoshifumi Matsumura 松村祥史 (1964) |                                                                   | 13 september 2023 | 1 oktober 2024    | LDP    |
|                                               | Kosaburo Nishime    | Kosaburo Nishime 西銘恒三郎 (1954)  | Minister voor Sendai en Fukushima Zaken                           | 4 oktober 2021    | 10 augustus 2022  | LDP    |
| Minister voor Okinawa en de Koerilen          | Kosaburo Nishime    | Kosaburo Nishime 西銘恒三郎 (1954)  |                                                                   | 4 oktober 2021    | 10 augustus 2022  | LDP    |
|                                               | Kenya Akiba         | Kenya Akiba 秋葉賢也 (1962)         | Minister voor Sendai en Fukushima Zaken                           | 10 augustus 2022  | 28 december 2022  | LDP    |
| Minister voor Okinawa en de Koerilen          | Kenya Akiba         | Kenya Akiba 秋葉賢也 (1962)         |                                                                   | 10 augustus 2022  | 28 december 2022  | LDP    |
|                                               | Hiromichi Watanabe  | Hiromichi Watanabe 渡辺博道 (1950)  | Minister voor Sendai en Fukushima Zaken                           | 28 december 2022  | 13 september 2023 | LDP    |
| Minister voor Okinawa en de Koerilen          | Hiromichi Watanabe  | Hiromichi Watanabe 渡辺博道 (1950)  |                                                                   | 28 december 2022  | 13 september 2023 | LDP    |
|                                               | Shinako Tsuchiya    | Shinako Tsuchiya 土屋品子 (1952)    | Minister voor Sendai en Fukushima Zaken                           | 13 september 2023 | 1 oktober 2024    | LDP    |
| Minister voor Okinawa en de Koerilen          | Shinako Tsuchiya    | Shinako Tsuchiya 土屋品子 (1952)    |                                                                   | 13 september 2023 | 1 oktober 2024    | LDP    |
|                                               | Daishiro Yamagiwa   | Daishiro Yamagiwa 山際大志郎 (1968) | Minister voor Financiële Diensten                                 | 4 oktober 2021    | 1 oktober 2024    | LDP    |
| Minister voor Economische Betrekkingen        | Daishiro Yamagiwa   | Daishiro Yamagiwa 山際大志郎 (1968) |                                                                   | 4 oktober 2021    | 1 oktober 2024    | LDP    |
|                                               | Karen Makishima     | Karen Makishima 牧島かれん (1976)   | Minister voor Digitale Zaken                                      | 4 oktober 2021    | 10 augustus 2022  | LDP    |
| Minister voor Bestuurlijke Vernieuwing        | Karen Makishima     | Karen Makishima 牧島かれん (1976)   |                                                                   | 4 oktober 2021    | 10 augustus 2022  | LDP    |
|                                               | Taro Kono           | Taro Kono 河野太郎 (1963)           | Minister voor Digitale Zaken                                      | 10 augustus 2022  | 1 oktober 2024    | LDP    |
| Minister voor Bestuurlijke Vernieuwing        | Taro Kono           | Taro Kono 河野太郎 (1963)           |                                                                   | 10 augustus 2022  | 1 oktober 2024    | LDP    |
|                                               | Seiko Noda          | Seiko Noda 野田聖子 (1960)          | Minister voor Regionale Ontwikkelingen                            | 4 oktober 2021    | 1 oktober 2024    | LDP    |
| Minister voor Sociale Zekerheid               | Seiko Noda          | Seiko Noda 野田聖子 (1960)          |                                                                   | 4 oktober 2021    | 1 oktober 2024    | LDP    |
| Minister voor Gelijkheid                      | Seiko Noda          | Seiko Noda 野田聖子 (1960)          |                                                                   | 4 oktober 2021    | 1 oktober 2024    | LDP    |
| Minister voor Jeugdzaken                      | Seiko Noda          | Seiko Noda 野田聖子 (1960)          |                                                                   | 4 oktober 2021    | 1 oktober 2024    | LDP    |
| Minister voor Geboorte Statistieken           | Seiko Noda          | Seiko Noda 野田聖子 (1960)          |                                                                   | 4 oktober 2021    | 1 oktober 2024    | LDP    |
|                                               | Takayuki Kobayashi  | Takayuki Kobayashi 小林鷹之 (1974)  | Minister voor Wetenschaps- en Technologiebeleid                   | 4 oktober 2021    | 1 oktober 2024    | LDP    |
| Minister voor Economische Veiligheid          | Takayuki Kobayashi  | Takayuki Kobayashi 小林鷹之 (1974)  |                                                                   | 4 oktober 2021    | 1 oktober 2024    | LDP    |
| Minister voor Ruimtevaartbeleid               | Takayuki Kobayashi  | Takayuki Kobayashi 小林鷹之 (1974)  |                                                                   | 4 oktober 2021    | 1 oktober 2024    | LDP    |
|                                               | Kenji Wakamiya      | Kenji Wakamiya 若宮健嗣 (1961)      | Minister voor de Expo 2025                                        | 4 oktober 2021    | 1 oktober 2024    | LDP    |
| Minister voor Consumenten- belangen           | Kenji Wakamiya      | Kenji Wakamiya 若宮健嗣 (1961)      |                                                                   | 4 oktober 2021    | 1 oktober 2024    | LDP    |
| Minister voor Voedselveiligheid               | Kenji Wakamiya      | Kenji Wakamiya 若宮健嗣 (1961)      |                                                                   | 4 oktober 2021    | 1 oktober 2024    | LDP    |
| Minister voor Intellectuele Eigendomsrechten  | Kenji Wakamiya      | Kenji Wakamiya 若宮健嗣 (1961)      |                                                                   | 4 oktober 2021    | 1 oktober 2024    | LDP    |